# Сатті
Сатті (рос. Сатти) — село у Шатойському районі Чечні Російської Федерації.
Населення становить 153 особи. Входить до складу муніципального утворення Саттинське сільське поселення.

## Історія
Згідно із законом від 20 лютого 2009 року органом місцевого самоврядування є Саттинське сільське поселення.

## Населення
| 1990 | 2002 | 2010 |
| ---- | ---- | ---- |
| 50   | ↗150 | ↗153 |